# Mohamed Lazhari
Mohamed Lazhari-Yamani (en árabe: محمد لزهاري‎, romanizado: Muḥammad lzhāry; Argel, 12 de abril de 1938) es un gimnasta franco-argelino. Formó parte del equipo de Francia en los Juegos Olímpicos de Roma 1960. Representó a Puteaux en el Campeonato de Francia de 1962 y ganó el oro en el concurso completo. Abandonó el club tras la independencia de Argelia y se entrenó en París.
Posteriormente, representó a Argelia en los Juegos Olímpicos de Tokio 1964, convirtiéndose en el primer atleta olímpico argelino. También fue designado abanderado de la nación en los juegos. En sus últimos años, fue presidente de la Unión Africana de Gimnasia y fue condecorado con la Orden del Sol Naciente.

## Biografía
Mohamed Lazhari-Yamani nació el 12 de abril de 1938 en Argel, Argelia francesa, en una casba. Nació en una familia de doce hijos, incluido su hermano y compañero gimnasta Larbi Lazhari, que había competido por Argelia en los Juegos Olímpicos de México 1968. Comenzó a practicar gimnasia a los doce años a petición de su padre para desarrollar su cuerpo y pasar el tiempo.
Lazhari-Yamani formó parte del equipo de Francia en los Juegos Olímpicos de Roma 1960. Compitió en todas las pruebas, llegando a ocupar el puesto 13 en la prueba por equipos masculina y el 28 en la individual en barra fija. Mientras competía para Puteaux, ganó el concurso completo en el Campeonato Francés de Gimnasia Artística de 1962, organizado por la Federación Francesa de Gimnasia. Ese mismo año, tuvo que decidir si quedarse en el club o dejarlo para representar a Argelia durante la independencia, y optó por esta última opción.
Aunque dejó el club, Lazhari-Yemeni pudo entrenar en París antes de los Juegos Olímpicos de Tokio 1964. Fue el primer atleta olímpico en representar a Argelia. Durante los juegos, los competidores se acercaron a Lazhari-Yemeni y le preguntaron sobre Argelia, incluyendo su ubicación e idioma. Residía solo en la Villa Olímpica y entrenaba solo. Fue seleccionado para ser el primer abanderado de Argelia en el Desfile de las Naciones durante la ceremonia inaugural de los juegos. Compitió en todas las pruebas, excepto en la de equipos, quedando en el puesto 99 en el concurso completo masculino y llegando al puesto 60 en los aparatos individuales, en anillas masculinas.
Lazhari-Yemeni fue presidente de la Unión Africana de Gimnasia en múltiples ocasiones. En 2017, asistió a un foro de atletas organizado por el Comité Olímpico Argelino que rindió homenaje al medallista de oro olímpico Nuredin Morceli. Al año siguiente, la Embajada de Japón en Argelia se puso en contacto con él y recibió la Orden del Sol Naciente, 5.ª Clase, Rayos de Oro y Plata, el 4 de febrero.